# Fred Lau
Fred J. Lau (29 juillet 1897, Missouri - 18 janvier 1971, Orange, Californie) est un technicien du son américain.

## Filmographie
- 1944 : Un fou s'en va-t-en guerre
- 1946 : Mélodie du Sud
- 1958 : Tables séparées
- 1959 : Certains l'aiment chaud